# Camponotus apicalis
Camponotus apicalis é uma espécie de inseto do gênero Camponotus, pertencente à família Formicidae.